# Attheyella idahoensis
Attheyella idahoensis är en kräftdjursart som först beskrevs av Marsh 1903.  Attheyella idahoensis ingår i släktet Attheyella och familjen Canthocamptidae. Inga underarter finns listade i Catalogue of Life.